# Arroyo Reina
Der Arroyo Reina ist ein Fluss im Westen Uruguays.
Er entspringt in der Cuchilla de Belén im Departamento Salto südöstlich von Belén. Von dort fließt in südsüdwestliche Richtung und mündet schließlich als rechtsseitiger Nebenfluss in den Arroyo Boycua nahe dessen Mündung in den Río Uruguay.